# Адамауа (регіон)
Адамава (англ. Adamawa Region, фр. Région de l’Adamaoua) — регіон в центральній частині Камеруну. Межує з Північним, Центральним, Східним, Західним та Північно-Західним регіонами Камеруну, Нігерією та ЦАР.

## Географія
Цей гористий район служить природним бар'єром між лісистим півднем країни та північчю, покритою саванами. Площа становить 63 701 км² (четвертий в країні). Для регіону характерний нерівний рельєф та низька щільність населення, спеціалізація головним чином на розведенні великої рогатої худоби.

## Населення
Головна етнічна група - мусульмани фульбе.

## Адміністративний поділ

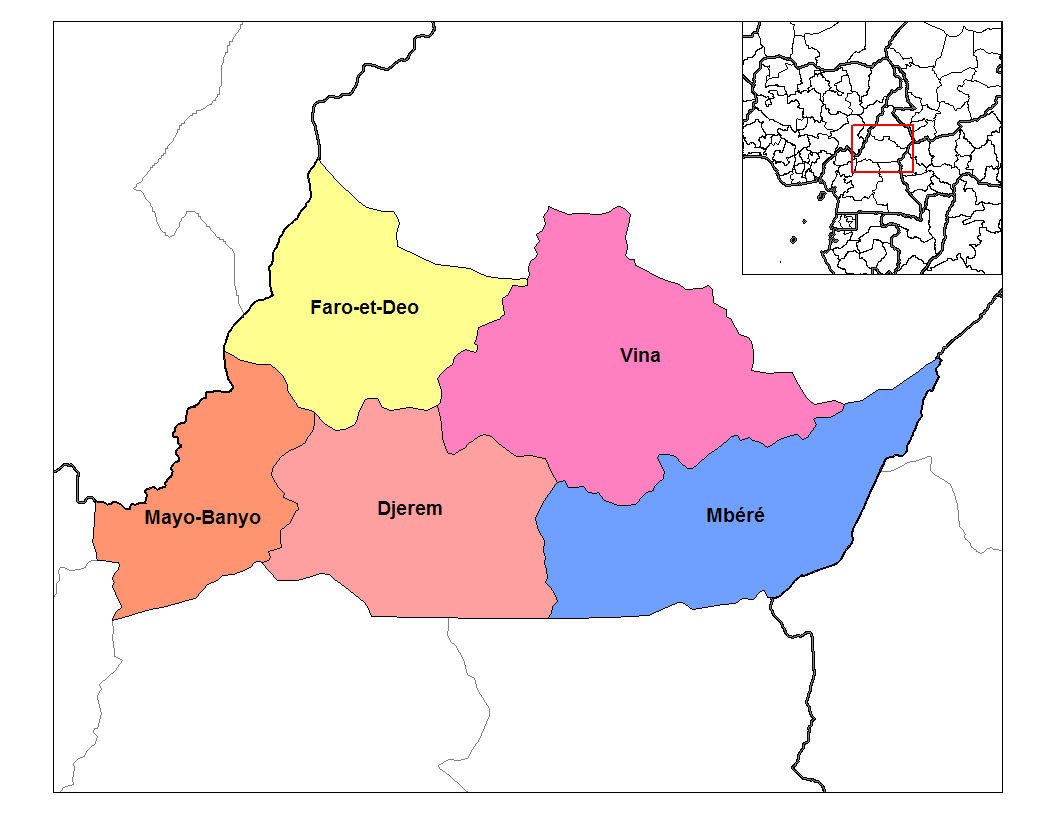
Департаменти регіону Адамава

Регіон ділиться на 5 департаментів:
| Карта | Названа департаменту | Оригінальна назва (фр.) | Площа (км2) | Адм. центр             |
| ----- | -------------------- | ----------------------- | ----------- | ---------------------- |
| __    | Віна                 | Vina                    | 17 196      | Нгаундере (Ngaoundéré) |
| __    | Джерем               | Djérem                  | 13 283      | Тібаті (Tibati)        |
| __    | Майо-Баньйо          | Mayo-Banyo              | 8 520       | Баньйо (Banyo)         |
| __    | Мбере                | Mbéré                   | 14 267      | Меганга (Meiganga)     |
| __    | Фаро і Део           | Faro-et-Déo             | 10 435      | Тіньєр (Tignère)       |
|       |                      | Всього                  | 63 701      |                        |

## Галерея

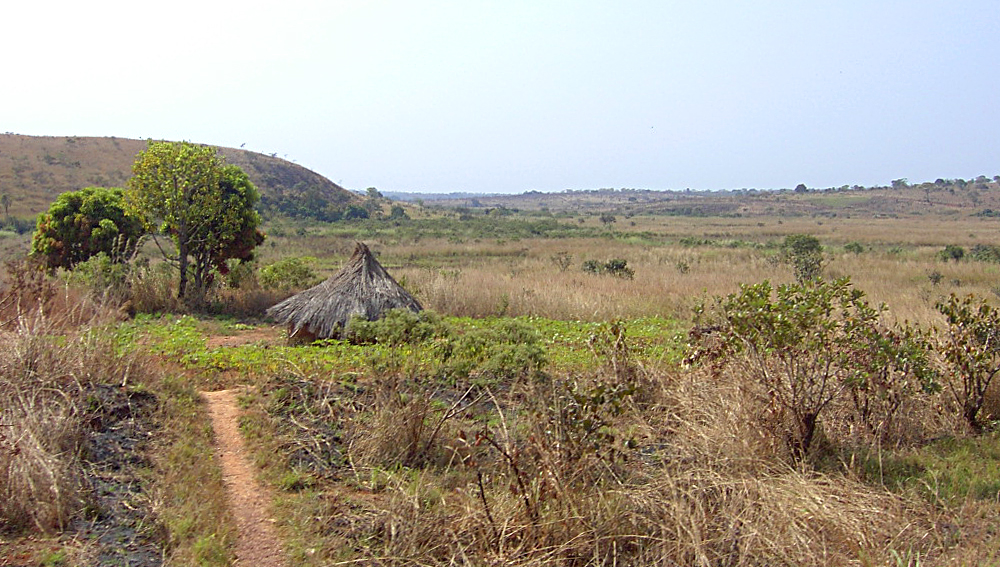
Типова місцевість регіону Адамава.
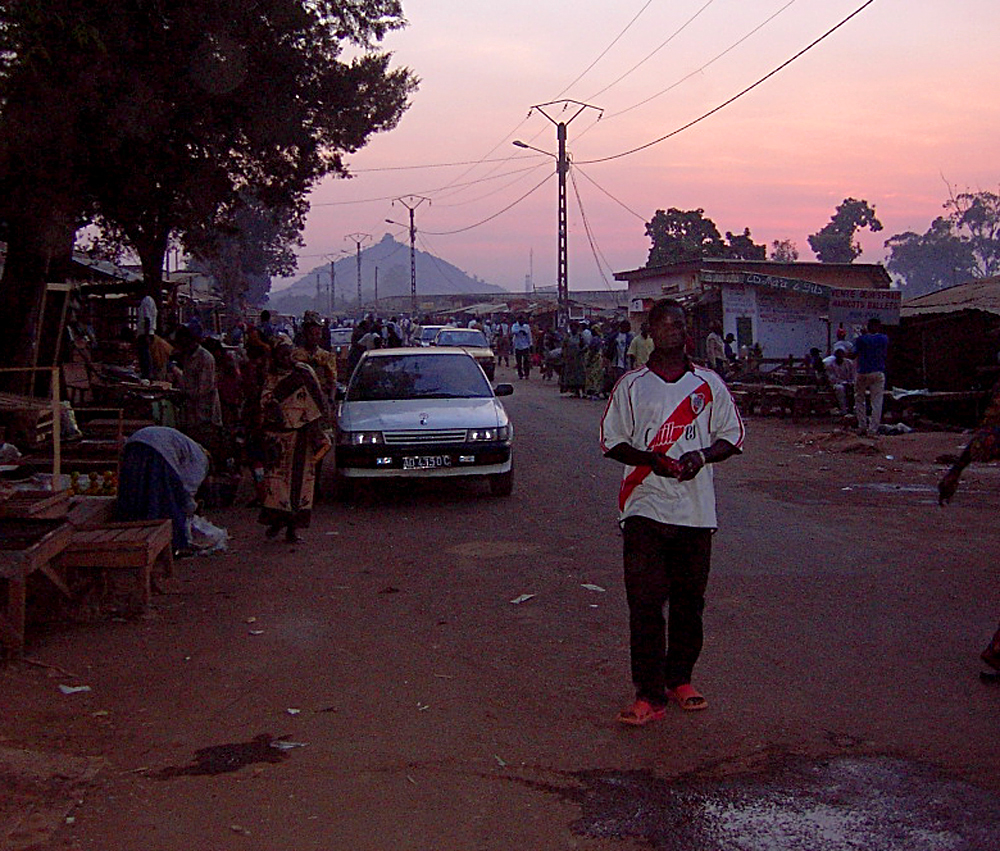
Місто Нгаундере.
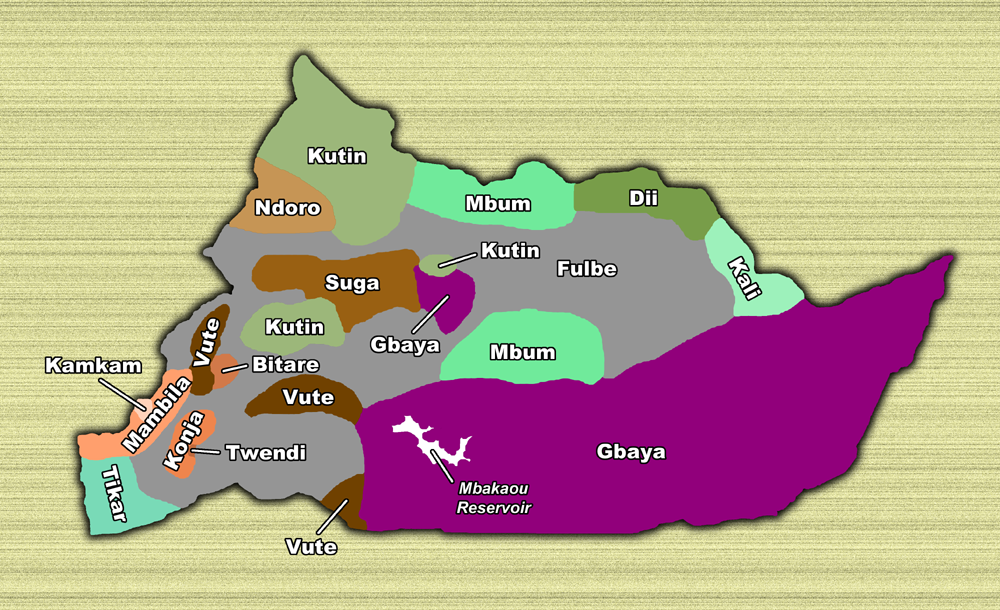
Географічний розподіл етнічних груп в регіоні Адамава.

| Камерун | Це незавершена стаття з географії Камеруну. Ви можете допомогти проєкту, виправивши або дописавши її. |